# 蛛絲 (漫威漫畫)
蛛絲（英語：Silk），又譯蛛絲女，是漫威漫畫中登場的虛構人物與超級英雄。

## 虛構傳記
在某家高中的課外活動中，有一隻放射性蜘蛛咬了一位名叫彼得·本傑明·帕克的少年，他因此有了蜘蛛般的超能力，並在之後化身為超級英雄「蜘蛛人」開始了他的傳奇生涯。
那隻放射性蜘蛛後來再咬了一名少女，給予了她同樣甚至更強大的超能力，她的名字叫辛蒂·姆恩。可是與迅速揚名的蜘蛛人不同，辛蒂與她的家人被一位名叫以西結的老人找到，以西結向他們敘述了一種以動物圖騰為食的恐怖生命「魔倫」的存在，並表示辛蒂與她的家人將會因此而遭遇危機，為了保護她與她的家人，以西結將辛蒂安置在一個特殊的安全收容所內，就這樣過了六年，直到蜘蛛人感應到了她的存在，辛蒂這才重獲了自由，並化身成女超級英雄「蛛絲」開始了她的故事。

## 能力
蛛絲擁有和蜘蛛人相同甚至比蜘蛛人更強大的能力。例如她的蜘蛛感應（蛛絲本人稱之為「蛛絲感應」）能跨過不同次元感應到蜘蛛人有危險，其反應、敏捷度、速度等都在蜘蛛人之上，而且蛛絲可以直接在體內製造出蜘蛛絲並直接透過手指噴出，甚至能藉此製作戰鬥服。除此之外她天生擁有瞬間記憶，能記住她所看過的一切事物。

## 其他媒體

### 電影
- 漫威電影宇宙：辛蒂·姆恩由蒂芬妮·埃斯佩森（英语：Tiffany Espensen）飾演。
  - 《蜘蛛人：返校日》[5][6]（2017年）
  - 《復仇者聯盟3：無限之戰》[7]（2018年）

- 索尼影業蜘蛛人宇宙
  - 2018年6月底，索尼影業和艾米·帕斯卡（英语：Amy Pascal）已經開始發展有關蛛絲的電影[8]。索尼目前正在尋找編劇人選[9]。

### 電子遊戲
- 《蜘蛛人：飛越無限》[10]：蛛絲作為可使用角色在本遊戲中登場。
- 《MARVEL未來之戰》[11]：手機遊戲，蛛絲是玩家可使用角色之一。
- 《蜘蛛人2》：辛蒂·姆恩於片尾彩蛋中登場[12]。

## 外部連結
- 蛛絲（页面存档备份，存于） at Marvel Wiki
- 蛛絲（页面存档备份，存于） at Comic Vine